# Can Falguera (Terrassa)
Can Falguera és una masia del terme de Terrassa (Vallès Occidental) protegida com a bé cultural d'interès local. És situada al sud de la ciutat, dalt d'un turó, enmig de la urbanització de les Fonts.

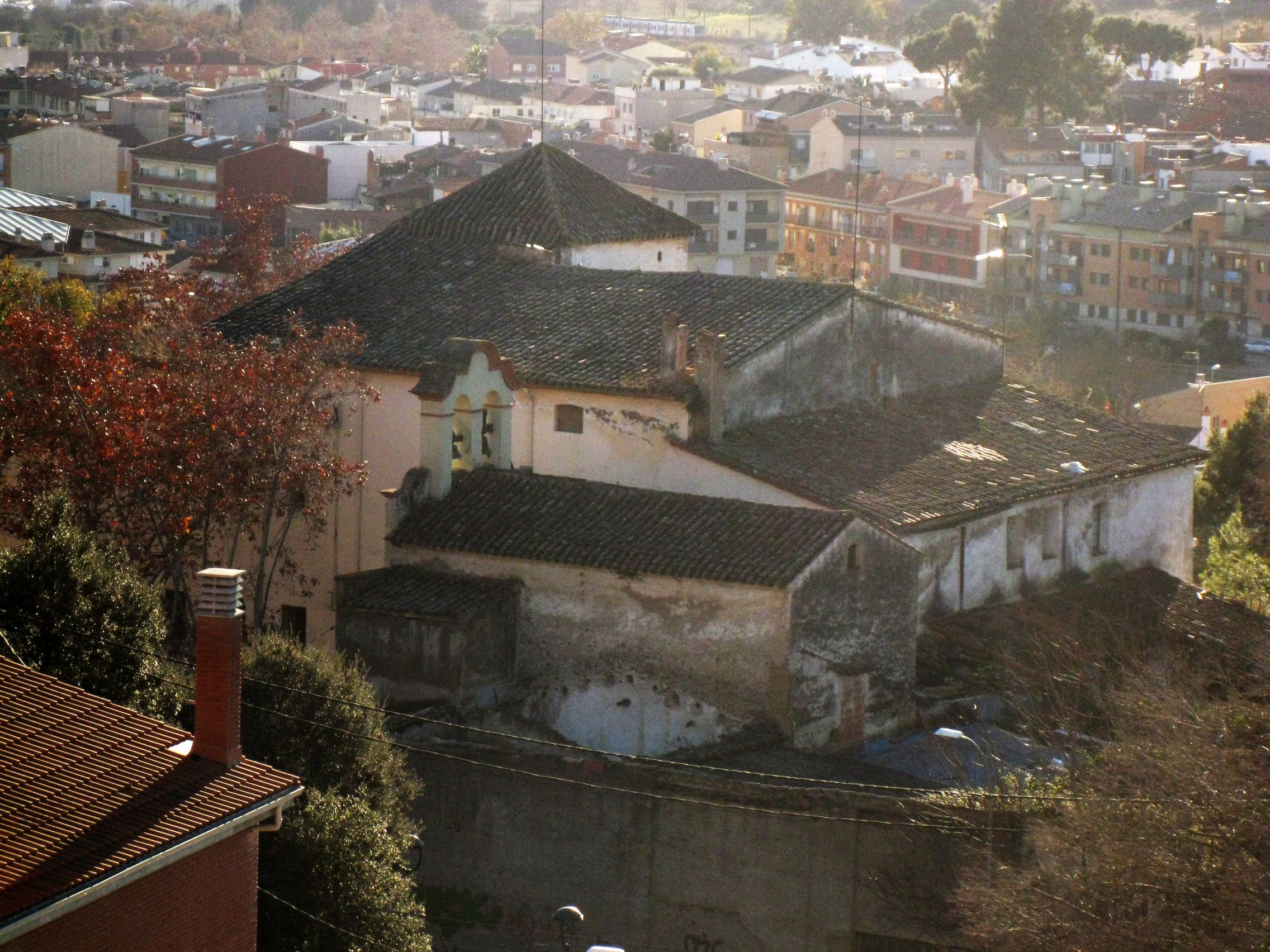
Vista posterior de Can Falguera i de la capella del Roser des del camí de Ca n'Amat de les Farines

## Descripció
Es tracta d'una masia de planta rectangular que consta de planta baixa, pis i graner. La coberta és a dos vessants i hi ha una torre de defensa incorporada, d'una planta més d'alçada i amb coberta a quatre vessants. La façana de ponent és de composició irregular i conté un portal en arc de mig punt, adovellat, finestres amb brancals i llindes de pedra, i obertura superior en forma de galeria. La façana principal, d'accés a llevant, paral·lela al carener, és de composició irregular i conté un portal d'arc de mig punt adovellat. A la façana de la torre apareixen dues finestres filigranades. Tota aquesta façana s'obre damunt d'una era o mirador, actualment urbanitzada entorn de la plaça Gran de les Fonts. La façana presenta estuc de color blanc i està acabada amb una cornisa de rajola amb tortugada ceràmica.
Al costat té adossada una capella consagrada a la Mare de Déu del Roser.

## Història
És una masia originària del segle xv, època en què era coneguda com el mas de la Font del Riu-sec. L'any 1616, per enllaç matrimonial de la pubilla del mas, va passar a ser propietat de la família Falguera de Plegamans. Probablement ja existia abans, com ho demostra la presència de la torre, que guaitava cap a la vall de la riera de les Arenes i al camí de Terrassa a Barcelona.

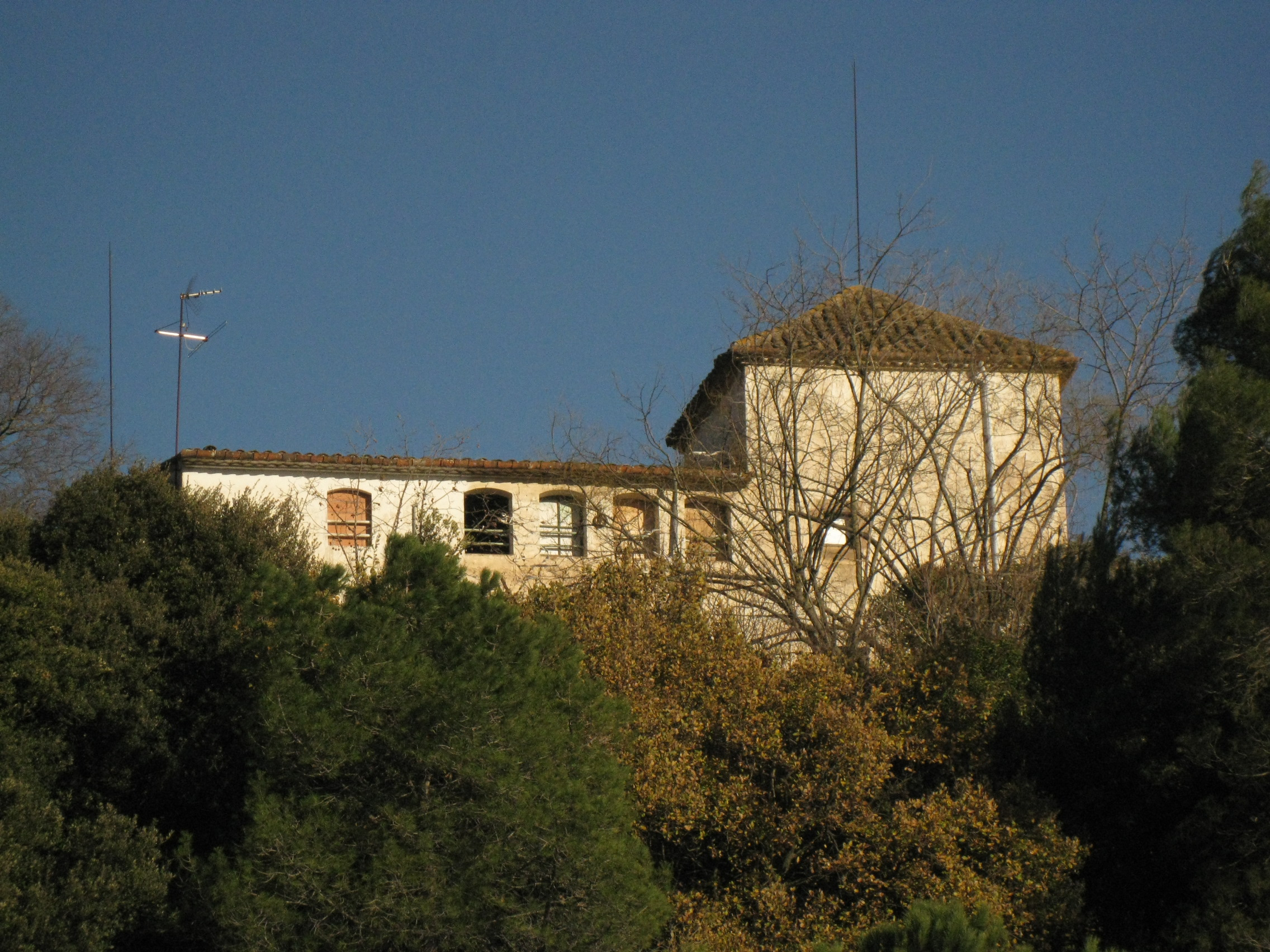
La façana de ponent, amb la galeria d'arcs i la torre, des de la carretera de Rubí (BP-1503)

Segurament era una explotació agrícola i ramadera important, la que al cens del 1832 hi consta que hi vivien 19 persones. A la dècada del 1920, a causa de la riquesa de les aigües de la rodalia, molts industrials terrassencs hi van establir una segona residència i així es va començar a construir al seu voltant la urbanització de les Fonts, en terrenys que la Societat Ribes i Cia. va comprar al voltant precisament de Can Falguera i al costat del baixador del ferrocarril, i més endavant en terrenys de les masies de Ca n'Amat de les Farines i Can Fonollet.
D'aquesta època és la reconversió del mas en hostal, quan se'n va transformar completament l'interior per adaptar-lo als nous usos, tant a la planta baixa com al primer pis. Actualment la masia està en desús i en procés de degradació.
Pel que fa a la capella, fou construïda el 1799 a instàncies de Pere Torres i Falguera. El 1932 va esdevenir l'església parroquial de les Fonts, fins que el 1950 es va beneir la nova església parroquial del Roser, prop de la carretera, i la capella va quedar abandonada. L'any 2000 fou objecte de rehabilitació.